# Rage your dream
『Rage your dream』（레이지 유얼 드림）은 move의 4번째 싱글 앨범이다.

## 개요
- 고음역대의 발라드 곡이지만 이니셜 D의 세계관을 의식해서인지 높은 템포의 곡으로 나왔다.
- CD를 PC에 넣으면 move의 사진을 구할 수 있다. 팬서비스 차원에서 만들어진 것으로 보인다.

## 수록곡
1. Rage your dream
  - 작사：motsu, 작곡：t-kimura
  - TV 애니메이션「이니셜 D」엔딩 테마
2. around the world(EXTENDED VERSION)
  - 작사：motsu, 작/편곡：t-kimura
3. Rage your dream(TV MIX)

## 같이 보기
- 이니셜 D